# Novo Leski
Novo Leski (bulgariska: Ново Лески) är ett distrikt i Bulgarien.   Det ligger i kommunen Obsjtina Chadzjidimovo och regionen Blagoevgrad, i den sydvästra delen av landet, 130 km söder om huvudstaden Sofia.
I omgivningarna runt Novo Leski växer i huvudsak blandskog. Runt Novo Leski är det glesbefolkat, med 15 invånare per kvadratkilometer.